# John J. Kennedy
John J. Kennedy (* 26. Juli 1856 in Buffalo, New York; † 15. Februar 1914 ebenda) war ein US-amerikanischer Geschäftsmann und Politiker (Demokratische Partei). Er war von 1911 bis 1914 Treasurer of State von New York.

## Werdegang
Die Kindheit von John J. Kennedy war vom Bürgerkrieg überschattet. Er besuchte die öffentlichen Schulen und das St. Joseph's College in Buffalo. Danach war er als Kneipenwirt tätig. Zuerst eröffnete er zwei Bars im Hafenviertel und später eine andere an der Ecke von Pearl and Eagle Streets. 1881 heiratete er Ottilie Schupp. Das Paar hatte zwei Töchter und einen Sohn namens William Kennedy.
Von 1885 bis 1910 war er Alderman in Buffalo und zeitweise Präsident im Board of Aldermen und kommissarischer Bürgermeister. Er wurde 1910 zum Treasurer of State von New York gewählt und 1912 wiedergewählt. Am 15. Februar 1914 beging er in Buffalo Selbstmord. Kennedy war Resident Vice President in Buffalo von der United States Fidelity and Guaranty Company aus Baltimore (Maryland), einer Bonding Company, welche in Verbindung mit der Tammany Hall stand. Nach seiner Wahl zum Treasurer of State 1910 übergab er die Führung seines Geschäfts an seinen Sohn William, der Resident Secretary in Buffalo von dem Unternehmen wurde. William Kennedy arbeitete im Bonding Business mit Charles F. Murphy junior, dem Neffen von Tammany Hall Führer Charles Francis Murphy. In der Folgezeit stellte der Sonderermittler (Special Graft Investigator) James W. Osborne des Gouverneurs von New York Martin H. Glynn Nachforschungen betreffend der beiden Kennedys, Murphy und anderer an. Im weiteren Verlauf wurden diese durch die Manhattan Grand Jury und den Bezirksstaatsanwalt Charles S. Whitman befragt. Gemäß ungenannten Quellen befürchtete der Treasurer Kennedy wegen Meineids angeklagt zu werden, welcher von seinem Anwalt bestritten wurde.
Er wurde auf dem Limestone Hill auf dem Holy Cross Cemetery in Buffalo beigesetzt.